# Marcos Machado
Marcos Emilio Machado (Buenos Aires, 19 de agosto de 1949 - Ib., 20 de septiembre de 2018) fue un astrónomo argentino que ocupó el cargo de Director Científico de la Comisión Nacional de Actividades Espaciales.
Se recibió como Astrónomo en la Universidad Nacional de La Plata en 1971, y realizó un posgrado en Astrogeofísica y Astrofísica en la Universidad de Colorado en Boulder, hasta 1974. Desde 1977 hasta 1979 fue miembro investigador en el Centro de astrofísica Harvard-Smithsonian. Durante este período publicó numerosos artículos sobre análisis espectral y modelización de la atmósfera solar. Tras esto, pasaría a ser investigador en el Centro Marshall de vuelos espaciales, y regresaría a su país a fines de la década de los 80, donde tuvo una participación clave en el desarrollo del satélite SAC-B de la CONAE. Se desempeñó como Director Científico de dicha agencia desde 1997 hasta su fallecimiento.

## Biografía
Machado nació el 19 de agosto de 1949 en la ciudad de Buenos Aires, hijo de un padre matemático. Realizó sus estudios básicos en el Colegio del Salvador graduándose en el año 1965. Tras esto, ingresó a la Universidad Nacional de La Plata, donde se recibiría como astrónomo, en 1971. Su decisión por estudiar dicha carrera, se vio fuertemente influenciada por el lanzamiento del Sputnik 1, cuando tenía ocho años de edad.

### Formación en los Estados Unidos

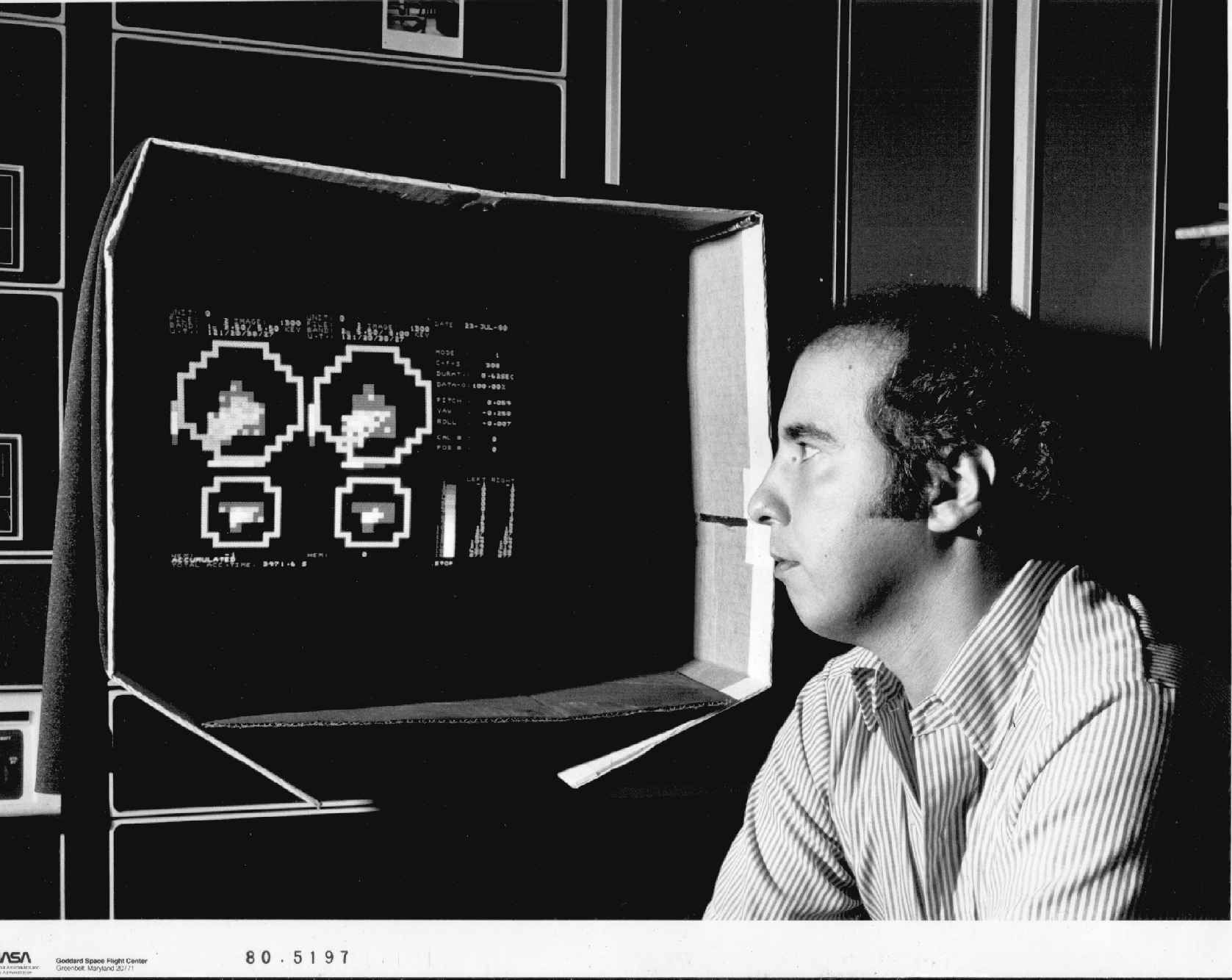
Machado observa una imagen de una erupción solar tomada por el instrumento HXIS de la sonda Solar Maximum. Machado participó en el desarrollo de dicho instrumento.

Tras finalizar sus estudios en la Universidad Nacional de La Plata, Machado continuó su formación con un postgrado en Astrogeofísica y Astrofísica en la Universidad de Colorado en Boulder. Permaneció en dicha institución hasta 1974, desempeñándose como investigador asistente en el laboratorio de astrofísica y el observatorio de Sacramento Peak.
Entre 1977 y 1979 se desempeñó como research fellow en el Centro de astrofísica Harvard-Smithsonian. La mayoría de sus artículos científicos más citados sobre análisis espectral y modelado de la atmósfera solar pertenecen a este período.
A principio de la década de los 80, Machado comenzó a tener contacto con un grupo de científicos pertenecientes al Centro de vuelo espacial Goddard de la NASA que estaban involucrados en la misión Solar Maximum. Tras varios intercambios, finalmente se uniría al grupo de trabajo de la misión, trabajando en el instrumento Hard X-ray Imaging Spectrometer (HXIS). Durante su estadía en el Centro Espacial Goddard, conocería durante un partido de fútbol entre los empleados del centro al astrónomo argentino Mario Acuña, con quien establecería una fuerte relación. Acuña empezaría a influenciar en Machado la idea de construir un satélite en Argentina, mientras que al mismo tiempo, la Comisión Nacional de Investigaciones Espaciales (CNIE) hacía pública sus intenciones de desarrollar su primer satélite ante la comunidad internacional.

### Primeros trabajos en la CNIE
En 1983, Machado regresa fugazmente a la Argentina junto a su familia para trabajar en la Comisión Nacional de Investigaciones Espaciales, liderando el grupo de física solar que la agencia poseía junto al Instituto de Astronomía y Física del Espacio, aquí realizaría sus primeras conexiones necesarias para realizar el proyecto de un satélite en la CNIE.

### Regreso a los Estados Unidos
Machado regresó a los Estados Unidos en 1983, donde fue investigador en el Centro Marshall de vuelos espaciales de la NASA y profesor en la Universidad de Alabama en Huntsville. Sin embargo, realizó esporádicas visitas a la Argentina, particularmente entre el 30 de junio y el 3 de julio de 1987, cuando una delegación de la NASA dirigida por Mario Acuña, visitó el país con el objetivo de iniciar un proyecto de colaboración con la CNIE. Machado fue el representante de la CNIE en las reuniones, a la cual se llega a un acuerdo en el cual la CNIE brindaría la plataforma del satélite SAC-1 (Satélites de Aplicaciones Científicas-1) y parte de los instrumentos, mientras que la NASA se encargaría del lanzador y  el resto de los instrumentos. Se trataría de un satélite de bajo peso (150 kilogramos) con el propósito de estudiar y observar las emisiones de radiación; electromagnética y partículas de alta energía de las fulguraciones solares, una temática claramente influenciada por las investigaciones de Machado.
Fue durante este tiempo que la CNIE fue reemplazada por la Comisión Nacional de Actividades Espaciales (CONAE), quien se hace cargo del proyecto SAC-1 (ahora renombrado SAC-B) y lo toma como primer proyecto a realizar.

### Regreso definitivo a la Argentina
En 1993, regresó definitivamente a la Argentina para trabajar en la CONAE, ocupando el rol de Director del Proyecto Satélite de Aplicaciones Científicas B (SAC-B). SAC-B fue lanzado el 4 de noviembre de 1996, pero por una falla en el lanzador Pegasus evitó que el satélite se separara de la tercera etapa, sin embargo, se comprobó que todos los sistemas del satélite funcionaron correctamente, lo que permitió demostrar la construcción y operación de una plataforma satelital argentina libre de errores.
En 1997, fue ascendido al cargo de Director Científico de la agencia, desde donde supervisó los proyectos SAC-A, SAC-C y otras misiones y experimentos.

### Últimos años y fallecimiento
Falleció el 20 de septiembre de 2018 en Buenos Aires a causa de un cáncer, se mantuvo en el cargo de Director Científico hasta el día de su muerte.

## Distinciones
2006
- Medalla Vikram Sarabhai de la Agencia India de Investigación Espacial[4][1]